# Älmebjär
Älmebjär este o arie protejată (arie specială de conservare — SAC, sit de importanță comunitară — SCI) din Suedia întinsă pe o suprafață de 27 ha, integral pe uscat.

## Localizare
Centrul sitului Älmebjär este situat la coordonatele 57°05′52″N 12°35′49″E / 57.0977°N 12.597°E.

## Înființare
Situl Älmebjär a fost declarat sit de importanță comunitară în iulie 2000 pentru a proteja 1 specie de animale. Situl a fost protejat și ca arie specială de conservare în martie 2011.

## Biodiversitate
Situată în ecoregiunea boreală, aria protejată conține 1 habitat natural: Păduri de fag Luzulo-Fagetum.
La baza desemnării sitului se află o specie protejată de  mamifere: liliac cârn (Barbastella barbastellus).